# Mikata-gun
Mikata-gun é um distrito da prefeitura de Hyogo, Japão.
Em uma floresta deste distrito foi construído em 1993 o Museu da Madeira para celebrar a recuperação das florestas daquele país. O museu consiste em dois corpos em madeira de cedro conectados por uma passarela elevada.